# Tschoidschildschawyn Samand
Tschoidschildschawyn Samand (mongolisch Чойжилжавын Саманд, englisch Choijiljavyn Samand; * 4. Februar 1937) ist ein mongolischer Radrennfahrer.

## Sportliche Laufbahn
Samand war Teilnehmer der Olympischen Sommerspiele 1964 in Tokio und schied im olympischen Straßenrennen aus. Im Mannschaftszeitfahren wurde sein Team in der Besetzung Jandschingiin Baatar, Luwsangiin Buudai, Luwsangiin Erchemdschamts und Samand 23. von 33 gestarteten Mannschaften.
Er startete bei der Internationalen Friedensfahrt 1965 und schied in der Rundfahrt aus.

## Berufliches
Nach seiner aktiven Laufbahn wurde er Trainer und betreute die Nationalmannschaft in der Friedensfahrt.